# Parque nacional Nimule
El Parque Nacional Nimule, es un área protegida de Sudán del Sur que se encuentra en el estado de Ecuatoria Oriental. Fue declarado parque nacional en 1954 y ocupa un área de 410 km².
El parque se encuentra en una región semimontañosa a una altitud promedio de entre 650 y 700 m s. n. m., el Nilo Blanco y el río Kayu son los principales cursos de agua.
La población de animales del parque se ha visto diezmada por los conflictos internos sudaneses, sin embargo, todavía se pueden encontrar elefantes, hipopótamos, jabalíes africanos, mono patas. colobus guereza, kobus kob (cob), oribí, cocodrilos y avestruces, entre otros.
- Datos: Q1992720